# Hrana
Hrana je skupek snovi, ki jo organizem zaužije in predstavlja vir energije za njegovo delovanje ter molekularne gradnike za rast. Zaužite snovi se v procesu prebave pretvorijo v obliko, ki jo lahko asimilirajo in uporabijo celice, neprebavljivi ostanki pa se izločijo. 
Običajno govorimo o hrani s stališča človeka, kateremu predstavlja osnovno potrebo. Skozi zgodovino si je človek zagotavljal hrano z lovom in nabiralništvom, zadnjih 10.000 let pa predvsem z načrtnim gojenjem (kmetijstvom). Zdaj je večina prehranske energije, ki jo zaužije človeštvo, produkt prehrambene industrije, ki izvaja različne postopke umetnega spreminjanja živil.
V osnovi je človeška hrana običajno živalskega ali rastlinskega izvora.
- Živila rastlinskega izvora so: žita, stročnice, gomoljnice, ...
- Živila živalskega izvora so: ribe, perutnina, udomačene živali, divjačina, ...
- Drugo: voda, minerali, kovine v sledeh in v toplih ter vročih krajih sol.

## Priprava hrane
Nekatere jedi lahko zaužijemo surove (na primer sadje). Ostale jedi pripravljamo. Večina priprav je termičnih: kuhanje, pečenje, dušenje, praženje. Netermična priprava je vlaganje (na primer kisle kumarice) ali sušenje (sadje, pršut).